# Kawasaki KLE
La Kawasaki KLE è una motocicletta prodotta dalla casa motociclistica giapponese Kawasaki e commercializzata in Italia nella sola cilindrata da circa 500 cm³, è equipaggiata con un motore bicilindrico in linea a quattro tempi a benzina derivato dalla stradale GPZ 500, a sua volta originariamente ottenuto "tagliando a metà" l'unità a 4 cilindri della GPZ 1000 RX. Appartenente alla categoria deserto-stradale, può essere usata sia in fuoristrada leggero che su strada. Il primo modello è stato presentato nel 1991.

## Descrizione
È dotata di un coprimotore che protegge la coppa dell'olio nell'utilizzo in fuoristrada.
La protezione aerodinamica può contare solo su un cupolino e a seconda della statura la testa e la parte superiore del busto sono esposti al vento, la situazione migliora notevolmente con l'ausilio di cupolini accessori, disponibili come accessorio originale Kawasaki per il vecchio modello ma anche di altre marche per l'ultima serie, grazie all'intercambiabilità dei pezzi con la diffusa Z1000. La sella è abbastanza ampia da ospitare comodamente guidatore e passeggero. La moto è dotata di un ampio portapacchi posteriore.
La strumentazione comprende tachimetro/contachilometri, contagiri, spie per gli indicatori di direzione, il folle e gli abbaglianti. Non è dotata della spia della riserva di carburante, per questo adopera il rubinetto del carburante ad azionamento manuale che consente il passaggio alla posizione "riserva", adotta l'avviamento elettrico e non è presente il pedale (kickstarter) per l'avviamento manuale.
Dal modello 2005 in poi, come per tutti i motocicli, i fari anabbaglianti non possono essere spenti tramite i blocchetti al manubrio e di conseguenza restano sempre accesi.

## Model Year 2005
Il modello del 2005 nasce dall'esigenza di aggiornare il KLE alle norme anti inquinamento ("Euro 2") dell'Unione europea in quanto le emissioni del modello precedente rientravano nei parametri "Euro 1".
Nella necessità di rinnovare il modello, la casa madre approfitta per un restyling che ringiovanisca la linea, ormai appesantita dagli anni. In particolare viene ridisegnato il cupolino rendendolo simile a quello delle Kawasaki Z 1000 e Kawasaki Z 750, utilizzando lo stesso gruppo ottico. Vengono modificati anche gli indicatori di direzione e il quadro strumenti, viene tolta la carenatura del disco freno anteriore, retaggio del design anni ottanta, viene tolto uno dei due clacson, le leve di freno e frizione non sono più regolabili. Tutte queste modifiche sono imposte da scelte economiche e da strategie di scala, in modo da poter riutilizzare pezzi già prodotti per altre moto (faro, frecce). La Kawasaki in questo modo mantiene costante il prezzo già basso e allunga la carriera del KLE di altri due anni.